# Conus planorbis
Conus planorbis é uma espécie de gastrópode do gênero Conus, pertencente à família Conidae.

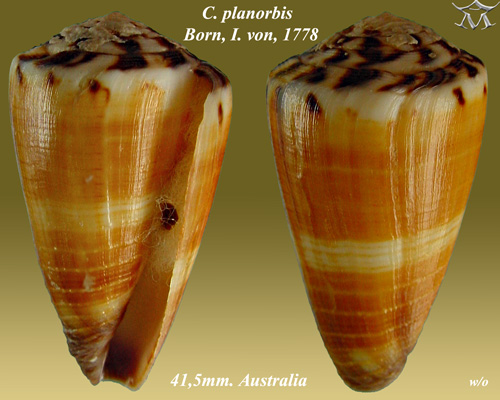
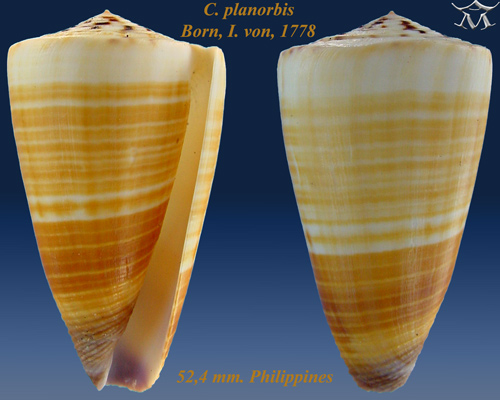
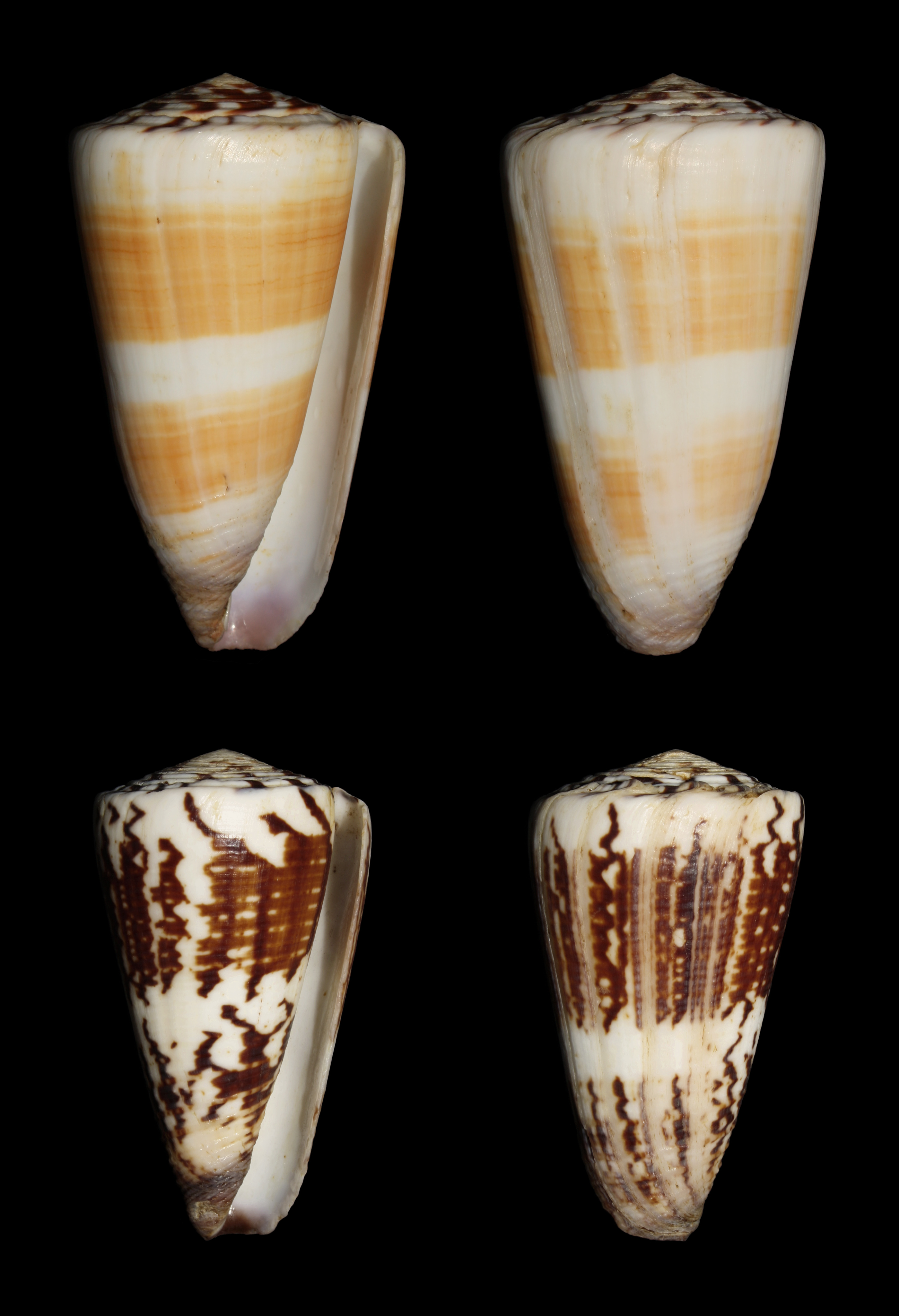
Conus planorbis vitulinus